# Лановка

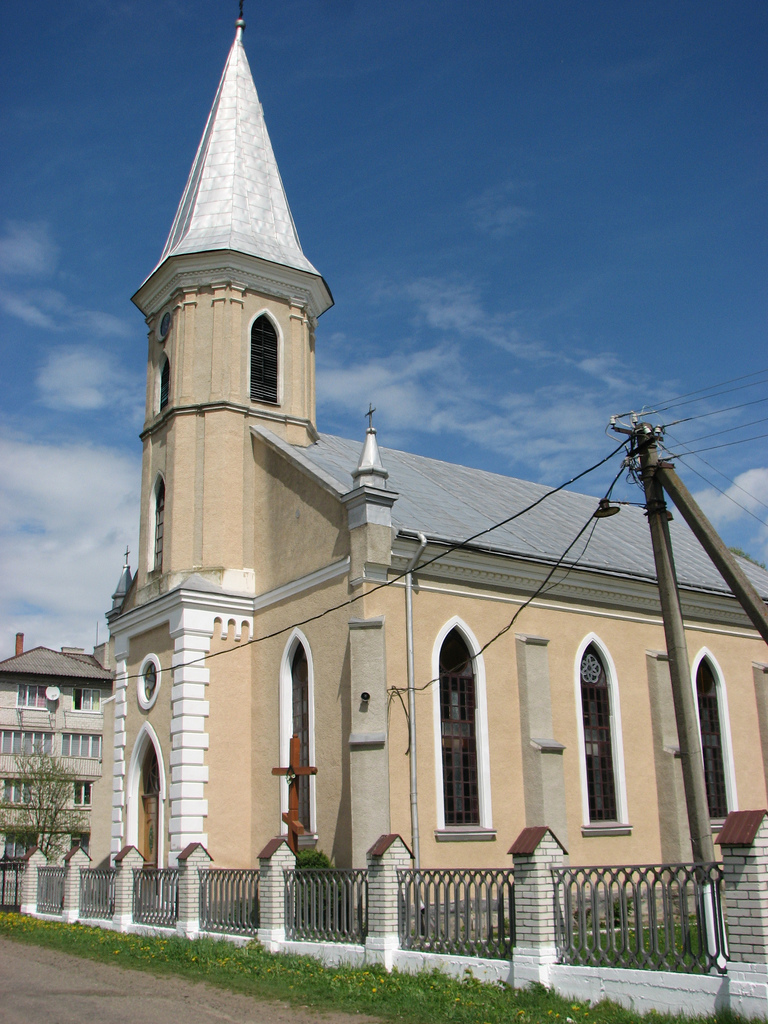
Церковь в Лановке

Лановка (укр. Ланівка) — село в Стрыйской городской общине Стрыйского района Львовской области Украины.
Население по переписи 2001 года составляло 1199 человек. Занимает площадь 19,2 км². Почтовый индекс — 82430. Телефонный код — 3245.

## История
В 1946 году указом ПВС УССР село Бригодин переименовано в Лановку.